# Comté de Washington (Missouri)
Pour les articles homonymes, voir Comté de Washington.
Le comté de Washington, en anglais : Washington County, est un des 114 comtés de l'État du Missouri, aux États-Unis.

## Comtés voisins
- Comté d'Iron (au sud)
- Comté de Crawford (à l'ouest)
- Comté de Franklin (au nord)
- Comté de Jefferson (au nord-est)
- Comté de Saint Francois (à l'est)

## Transports
- Missouri Route 8
- Missouri Route 21